# Marvel Super Heroes 3D: Grandmaster's Challenge
Marvel Super Heroes 3D: Grandmaster's Challenge è un videogioco action adventure sviluppato da Neko Entertainment e pubblicato da Bigben Interactive esclusivamente su Wii nel 2010.

## Sinossi[2]
Il supercattivo conosciuto come Grandmaster ha intrappolato cinque eroi della Marvel Comics (l'Uomo Ragno, Capitan America, Thor, Iron Man e Wolverine) in un gioco mortale esclusivamente per il proprio divertimento. I cinque eroi sono obbligati a giocare e completare una serie di missioni ideate per mettere alla prova le abilità e i limiti dei supereroi, mentre vengono mossi da Grandmaster come se fossero pedine del suo esclusivo gioco da tavola. I cinque devono competere contro il supercattivo e la sua banda di seguaci, mentre uniscono la loro forza per rompere la cupola sotto la quale sono intrappolati e riguadagnare la propria libertà.

## Modalità di gioco
Marvel Super Heroes 3D: Grandmaster's Challenge permette al giocatore di calarsi nei panni dei supereroi presenti nel gioco, tramite una prospettiva in prima persona. I personaggi non si muovono nello spazio di gioco ma possono schivare gli attacchi degli avversari o sferrare degli attacchi contro di loro. Ogni personaggio ha il suo set di mosse e abilità speciali riprese che li caratterizza nell'Universo Marvel.
Il giocatore può scegliere di giocare in modalità 3D, utilizzando le maschere dei supereroi dotate di lenti rosse e blu vendute insieme al gioco, indipendentemente dal televisore che viene utilizzato. Possono essere utilizzati anche dei normali occhiali 3D.